# Эверглейдс
Э́верглейдс (англ. Everglades, также Florida Everglades; букв. «вечные болота», «болотистая низина») — особый тропический природный территориальный комплекс, занимающий южную четверть полуострова Флорида, на территории одноимённого штата США. Значительная часть региона уже подвергалась влиянию хозяйственной деятельности человека (осушение болот для сельскохозяйственных нужд, массовая жилищная застройка). Для сохранения нетронутых биоценозов часть области в 1947 году правительством США была отдана под Национальный парк Эверглейдс, площадь которого в 1977 году составляла около 566 796 га. Основные природные зоны Эверглейдс: тропические леса на севере, мангры вдоль побережья Мексиканского залива и болота, поросшие колючим кладиумом («трава-пила»).

## Характеристика
Как биом Эверглейдс представляют собой крупное тропическое болото, занимающее плоскую низменную (около 1-2 м выше уровня моря) местность в южной четверти американского штата Флорида, в первую очередь в округах Монро, Коллиер, Палм-Бич, Майами-Дейд и Брауард. Местность имеет слабый наклон в сторону юго-востока со слабым течением, питаемое пресными водами реки Киссимми, текущей по внутренней оси полуострова с севера на юг.

### Районирование
В Эверглейдсах выделяется несколько районов:
- озеро Окичоби;
- собственно заболоченную низину Эверглейдс, поросшую кладиумом;
- Большое кипарисовое болото, поросшее болотными кипарисами и испанским мхом;
- приподнятый песчаный берег и пляжи Атлантического океана;
- «Десять тысяч островов» заболоченные островки и эстуарии вдоль побережья Мексиканского залива;
- отмели и прибрежные косы Флоридского залива.

## Хозяйство
Хотя большая часть Эверглейдса (около 55 %) действительно пострадала от хозяйственной деятельности человека в центральной и южной части штата Флорида, население которой составляет около 20 млн чел, природная экосистема все ещё сохраняется местами южнее города Орландо, в бассейне реки Киссимми. Она берёт начало в долине Тейлор и Фишитинг, а также в болоте Наббин и впадает в озеро Окичоби, большое (1890 км²), но довольно мелкое (около 3 м глубиной) пресноводное озеро. Озеро Окичоби в период паводка затопляет всю территорию Эвеглейдса, образуя водоём шириной до 60 км и длиной до 160 км.
Пресная вода из Эверглейдса очищается и используется для водоснабжения главного города региона — Майами. Кроме того, Эверглейдс пересекается с запада на восток платным шоссе под названием «Долина аллигаторов», ныне часть автострады номер 75. Кроме основного массива, сохраняются несколько изолированных анклавов Эверглейдс, таких как территории вдоль рек Грейт-Майами-Ривер и Нью-Ривер на востоке и Шарк-Ривер на юго-западе.

## Флора и фауна
Фауна региона богата в основном в орнитологическом плане (птицы). Из редких видов встречаются коршун-слизнеед, американский клювач, пеликаны, бакланы и др. Охраняются следующие редкие млекопитающие: ламантины, флоридская пума. Ранее охранявшиеся аллигаторы размножились настолько, что часто угрожают человеку и проникают в бассейны жилых кварталов на окраине болота. Множество земноводных. Крупных млекопитающих животных в болотах Эверглейдс мало из-за своеобразия растительности региона: преобладающие на открытых равнинах кладиумы имеют длинные, узкие, острогранные или зазубренные стебли, что при движении легко повреждают мягкие ткани млекопитающих и особенно кожу человека, поэтому основные крупные обитатели заросших кладиумом равнин — толстокожие панцирные черепахи, крокодилы и аллигаторы. В мангровых лесах множество крабов, на мелководье заходят и акулы.